# Oan Djorkaeff
Oan Djorkaeff (en armenio: Օան Ջորկաեֆ; Milán; 30 de abril de 1997) es un futbolista profesional francés de origen armenio que juega en el Rapperswil-Jona como centrocampista.

## Primeros años y vida privada
Nacido en Milán, su padre es Youri Djorkaeff. La familia, que incluye al abuelo Jean Djorkaeff, al tío Micha Djorkaeff y al hermano Sacha Djorkaeff es de ascendencia armenia.

## Carrera
Tras jugar en Francia para Saint-Étienne, Thonon Évian, Montpellier B y Nantes B, fichó por el club escocés St Mirren en julio de 2019 tras una prueba. Debutó con el club en la Scottish League Cup el 14 de julio de 2019. Dejó el club al final de la temporada 2019-20.
En octubre de 2020 fichó por el club suizo SC Kriens. Después jugó en el Rapperswil-Jona.  En julio de 2023 estuvo a prueba en el club inglés Reading.